# Pero hubneraria
Pero hubneraria là một loài bướm đêm trong họ Geometridae.